# Siomki
Siomki [pronunciación en polaco: /ˈɕɔmki/] es un pueblo ubicado en el distrito administrativo de Gmina Wola Krzysztoporska, dentro del Distrito de Piotrków, Voivodato de Łódź, en Polonia central. Se encuentra aproximadamente a 3 kilómetro al este de Wola Krzysztoporska, a 8 kilómetros al suroeste de Piotrków Trybunalski, y a 50 kilómetros al sur de la capital regional Łódź.